# چنارسانان
چنارسانان (Proteales) راسته‌ای از دولپه‌ای‌ها است با گل‌های پیرامادگی و کاسه گلبرگ‌نمای چهار قطعه‌ای که یا گلبرگ واقعی ندارند یا تعداد گلبرگ‌هایشان کاهش یافته است؛ این راسته سه تیره دارد که یکی از آنها ثعله‌باقلائیان (Nelumbonaceae) است که از لحاظ ریخت‌شناسی با بقیه فرق دارد.